# Seiya de Pégaso
Seiya de Pégaso (天馬星座の星矢, Pegasasu no Seiya) é o protagonista da série de mangá Saint Seiya (Os Cavaleiros do Zodíaco) criada por Masami Kurumada. Descrito como um jovem de cabelos castanho-escuros volumosos e bagunçados, apareceu pela primeira vez no capítulo inicial, "Os Cavaleiros de Athena" (女神の聖闘士, Atena no Seinto), publicado na revista Weekly Shōnen Jump em 12 de dezembro de 1985. Como a maioria dos personagens de Kurumada, o design de Seiya foi inspirado no personagem principal de seu mangá de sucesso anterior Ring ni Kakero, Ryuji Takane.
Seiya é um dos oitenta e oito guerreiros míticos conhecidos como Cavaleiros que serviram a Deusa Athena ao longo dos tempos, protegendo a justiça e a paz na Terra. Como Cavaleiro, Seiya veste um poderoso traje de origem divina conhecido como Armadura, aquela que representa a constelação de Pégaso. Seiya também possui força e velocidade sobre-humanas, duas das muitas habilidades extraordinárias que os Cavaleiros extraem de suas constelações guardiãs e uma essência interior chamada Cosmo. A recepção do público ao personagem é dividida: enquanto muitos fãs apreciam seu visual e o seu senso de justiça, outros mais críticos apontam que ele é ofuscado por outros personagens e questionam a forma como suas batalhas são conduzidas.

## Criação e concepção

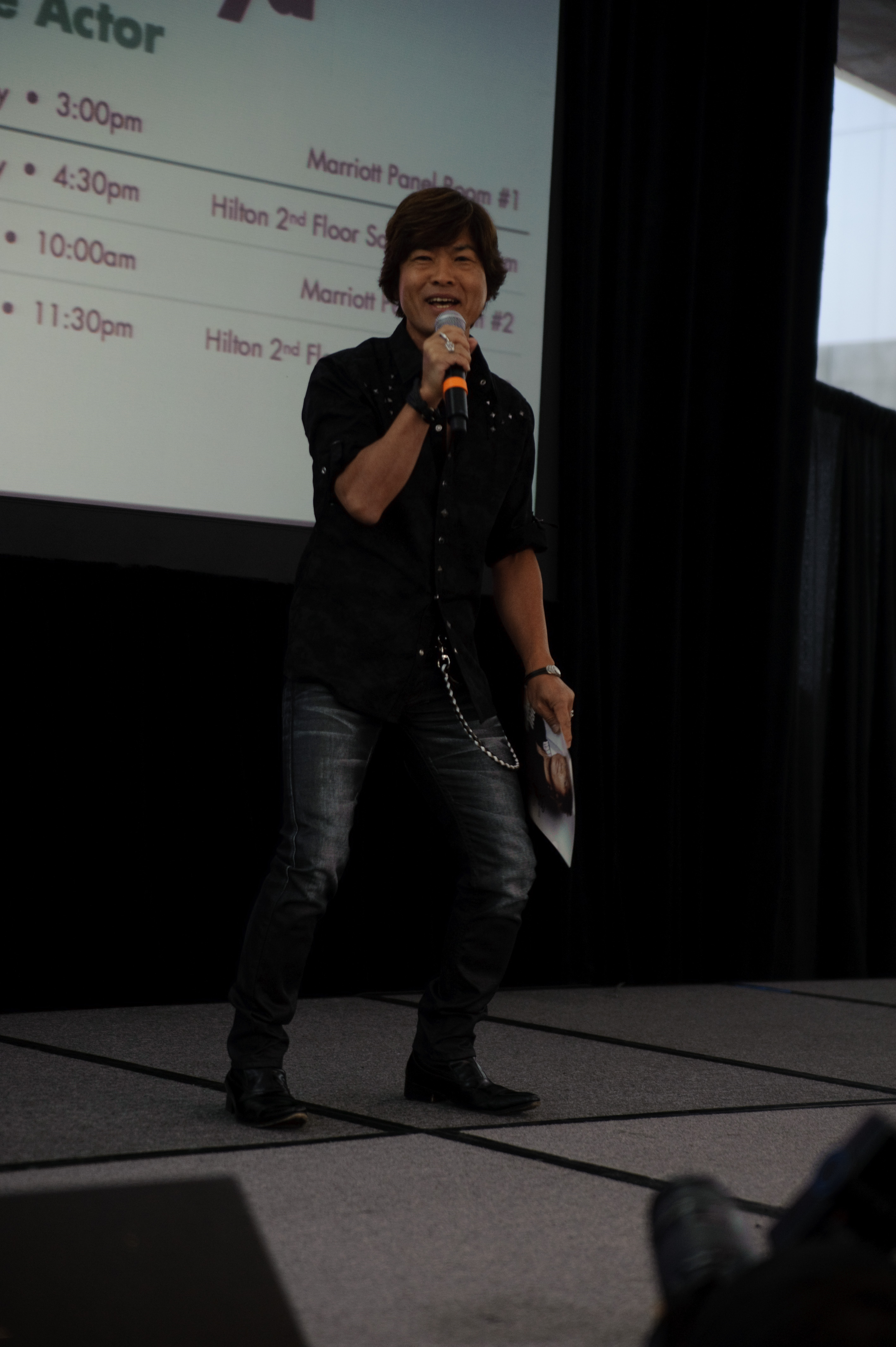
Tōru Furuya foi elogiado por seu papel como Seiya

Enquanto no processo de criação de Saint Seiya, Masami Kurumada inicialmente deu a Seiya o nome de Rin, com a intenção de intitular seu mangá como Ginga no Rin (銀河の輪, "Rin da Galáxia"). No entanto, como ele continuou desenvolvendo a história, ele mudou o nome para Seiya, que ele achou mais adequado. Primeiro ele usou o nome com os caracteres japoneses que significam "flecha sagrada" (聖矢, seiya), para relacioná-lo com a condição de Seiya como um Cavaleiro, mas depois decidiu soletrá-lo como "flecha estelar", para enfatizar a constelação e o motivo mitológico. Finalmente, ele mudou o título do mangá para Saint Seiya, uma vez que o conceito dos Cavaleiros foi totalmente desenvolvido. Kurumada afirmou que uma das primeiras ideias que ele teve para Saint Seiya foi o "Meteoro de Pégaso". Como seu mangá usaria as constelações como um tema muito importante e sempre presente, ele queria que seu protagonista tivesse um movimento especial que seria como uma chuva de meteoros.
A semelhança de Seiya foi inspirada na de Takane Ryūji, o personagem principal do mangá de sucesso de Kurumada, Ring ni Kakero, criado nove anos antes de Saint Seiya e que ele considera sua criação favorita. A maioria dos protagonistas em suas obras tem uma semelhança com Ryuji porque Kurumada assina o Star System de Osamu Tezuka (mantendo um elenco estável de personagens que desempenham um papel diferente ou semelhante nas várias obras do autor, às vezes com a mesma personalidade, às vezes com uma diferente). O mesmo processo foi usado para criar quase todos os outros personagens da série, como em todas as obras de Kurumada. A Armadura de Ouro de Sagitário foi escolhida como a mais famosa das Armaduras de Ouro por causa de seu simbolismo em relação ao personagem principal. O significado japonês do nome de Seiya, "flecha estelar", também é uma metáfora para "meteoro" e Sagitário representa um arqueiro, então Kurumada pensou que seria uma combinação perfeita para Seiya, especialmente porque ele já tinha em mente que Seiya acabaria por usar a Armadura de Ouro de Sagitário em certas partes. Portanto, o signo zodiacal de Seiya é Sagitário.
Nas adaptações animadas da série, Seiya foi dublado por vários dubladores. Tōru Furuya o dublou na série de anime de 1986, todos os cinco lançamentos teatrais, a primeira série de animações de vídeo original (OVA) adaptando o arco Hades do mangá original lançado em 2004 e a série de anime de 2012 Saint Seiya Omega. Hiroko Emori forneceu dublagem adicional para cenas em que Seiya aparece quando criança. Nos últimos OVAs do arco Hades de 2005 a 2008, Seiya foi dublado por Masakazu Morita. Na dublagem em inglês sem censura da ADV, ele foi dublado por Illich Guardiola e Cameron Bautsch, e por Tim Hamaguchi na dublagem censurada pela DiC Entertainment. Ele é dublado por Bryson Baugus no CG Knights of the Zodiac e na dublagem da Netflix. No Brasil, Seiya foi dublado em todas as suas aparições por Hermes Baroli. Em Portugal, Seiya foi dublado por Rogério Jacques na animação clássica e por Jorge Paupério nos dois primeiros filmes da franquia.
Furuya também disse que Seiya era seu personagem favorito de todos aqueles que ele dublou e riu ao fazer seu icônico "Meteoro de Pégaso". Morita disse que Seiya era um de seus personagens favoritos devido ao quão "apaixonado" ele é. Kaito Ishikawa menciona estar feliz com o trabalho que lhe foi designado para A Lenda do Santuário.

## Perfil do personagem

### Visão geral
Seiya é o personagem principal homônimo da série Saint Seiya. Ele é um dos oitenta e oito Cavaleiro de Athena e serve lealmente ao lado dela. Seiya extrai seus poderes sobre-humanos do Cosmo, a energia do Big Bang que permanece dentro de cada ser e que conecta um Cavaleiro à sua constelação e à Armadura. No início da série, Seiya tem treze anos. Seu principal objetivo é encontrar sua irmã mais velha, Seika, que desapareceu quando ele foi enviado para a Grécia para treinar para se tornar um Cavaleiro sob a supervisão da Amazona de Prata, Marin de Águia. Devido às suas semelhanças físicas com Seika, Seiya suspeita que Marin possa ser sua irmã, mas depois descobre que está errado e encontra sua irmã verdadeira. Quando Seiya começa a lutar ao lado dos outros Cavaleiros de Bronze, embora relutantemente no início, suas motivações mudam para a proteção de Athena. Seiya é uma pessoa de paixão e espírito ardentes, às vezes agindo de maneira impetuosa e impulsiva. Apesar disso, ele ainda é um jovem corajoso, bondoso e altruísta; que está sempre disposto a se sacrificar pela justiça, seus amigos e Athena. Sua característica mais notável é sua absoluta determinação e recusa em desistir, mesmo quando confrontado com probabilidades impossíveis. Ele também tem o hábito de fazer piadas e pode não se preocupar com as consequências de suas ações.

### Habilidades
Como um Cavaleiro, Seiya foi treinado para aprender a usar o poder do Cosmo dentro de seu próprio corpo e usá-lo para super força, velocidade, agilidade e reflexos. A Armadura de Pégaso que ele usa representa a constelação de Pégaso, que está associada a Pégaso, o cavalo alado divino da mitologia grega; que protege seu corpo com durabilidade. Seiya treinou por seis anos e derrotou dez outros aprendizes para obter a Armadura de Pégaso e o status de Cavaleiro de Athena. A Armadura de Bronze de Pégaso é danificada várias vezes ao longo da série, com Mu de Áries normalmente responsável pelos reparos. No mangá, a Armadura muda de aparência cada vez que é consertada, enquanto permanece a mesma na adaptação do anime até o segundo arco da série. Após os Cavaleiros de Ouro usarem seu sangue para reviver as Armaduras de Bronze no final do arco do Santuário, a Armadura de Pégaso assume um tom dourado sempre que Seiya carrega seu Cosmo ao máximo. A versão da Armadura que Seiya usa no arco de Hades possui asas que lhe permitem voar, tanto normalmente quanto através das dimensões. Durante a luta de Seiya contra Thanatos, ele atinge seu estado Armadura Divina, que foi visto pela última vez nas eras mitológicas e aumenta ainda mais o Cosmo e a vitalidade de Seiya.
Em situações desesperadoras, Seiya ocasionalmente usa a Armadura de Ouro de Sagitário, uma Armadura cujo verdadeiro dono, Aiolos, morreu treze anos antes dos eventos da série. A Armadura de Ouro amplia o Cosmo de Seiya. Apesar disso, embora Seiya use a Armadura de Ouro de Sagitário muitas vezes ao longo da série para salvar Athena, ele nunca recebe oficialmente a propriedade da Armadura.
Embora Seiya comece sua jornada como um Cavaleiro de Bronze, o mais baixo dos três níveis de Cavaleiros, suas habilidades crescem gradualmente para rivalizar com as dos Cavaleiros de Ouro; os mais poderosos dos soldados de Athena. Ele consegue isso despertando seu sétimo sentido, a essência e origem do Cosmo. Antes de descer ao reino de Hades, ele também desperta seu oitavo sentido, conhecido como Arayashiki, que lhe permite entrar no Mundo dos Mortos sem estar sujeito ao domínio de Hades.

## Aparições

### Os Cavaleiros do Zodíaco
Seiya é um jovem adolescente que é treinado por Marin na Grécia para obter a Armadura de Pégaso e voltar para sua casa, o Japão. Lá, ele descobre que sua irmã Seika está desaparecida desde que Seiya foi forçado a treinar na Grécia, sendo separado dela, de sua amiga de infância Miho e de todos os outros órfãos. Saori Kido negocia com ele para lutar contra outras pessoas que se tornaram Cavaleiros para atrair a atenção da mídia e fazer com que seu grupo procure Seika. As constantes lutas de Seiya são interrompidas por seu antigo colega Ikki de Fênix que quer vingança pelo treinamento que passou. Embora Seiya derrote Ikki com a ajuda de seus amigos, os Cavaleiros são atacados por Cavaleiros de Prata de alto nível enviados pelo Grande Mestre do Santuário. Aprendendo que Saori é a reencarnação de Athena, os Cavaleiros vão ao Santuário para enfrentar o tirano Grande Mestre e têm que percorrer todos as suas Doze Casas quando Saori sofre uma ferida mortal. Dominando o Cosmo conhecido como Sétimo Sentido, Seiya e seus amigos conseguem derrotar os mais fortes Cavaleiros de Ouro, incluindo o Grande Mestre, que é revelado como Saga de Gêmeos, e salvar Saori.
Após a batalha contra Saga, Seiya e seus amigos se recuperam até que Saori vai enfrentar a reencarnação de Poseidon, Julian Solo, que deseja inundar o mundo e Saori tenta impedir isso dando sua vida em troca. Os Cavaleiros vão ao templo submarino de Poseidon, onde lutam contra os Generais Marinas de Poseidon para libertar Saori. No arco de Hades, Seiya é enviado para fora do Santuário por uma ordem de Athena destinada a proteger os Cavaleiros de Bronze do senhor do Submundo, Hades. No entanto, após a morte de Saori, Seiya vai para o submundo para entregar a Armadura de Athena para ela. Seiya finalmente chega nos Campos Elísios e, enquanto luta contra os deuses Hypnos e Thanatos, ele descobre que sua irmã Seika está viva. Após derrotar Thanatos, Seiya encontra Hades. Durante a luta, Seiya é mortalmente ferido pela espada de Hades enquanto protege Athena e seu Cosmo desaparece pouco antes dos Cavaleiros alcançarem a vitória.

### Os Cavaleiros do Zodíaco: Next Dimension
A história de Seiya continua no mangá de Kurumada de 2006, Saint Seiya: Next Dimension (sequência e prequela canônica). Aqui, Seiya é mostrado sentado em uma cadeira de rodas. Ele sobreviveu ao ataque de Hades, mas permanece sem resposta, sofrendo da maldição de Hades. Buscando salvá-lo da morte certa, Athena (Saori Kido), Shun de Andrômeda, Ikki de Fênix, Shiryu de Dragão e Hyoga de Cisne viajam ao passado para encontrar uma maneira de remover a espada de Hades antes que ela possa atingir Seiya. Seiya é proclamado como o futuro Cavaleiro de Ouro de Sagitário, sucessor de Aiolos de Sagitário.

### Como Tenma de Pégaso
Tenma é a encarnação de Seiya no século XVIII. Ele aparece no mangá Saint Seiya: Next Dimension de Masami Kurumada e no mangá Saint Seiya: The Lost Canvas de Shiori Teshirogi. Ambos têm em comum que Tenma é amigo de infância de Alone, o corpo escolhido por Hades naquela época. Tenma tem a mesma aparência de Seiya e usa as mesmas técnicas.

### Em outras mídias

Enquanto Seiya frequentemente usa a Armadura de Sagitário no mangá e anime, ele não se torna seu portador oficial até Saint Seiya Omega

No último filme, que ocorre após os eventos do arco de Hades, Seiya é amaldiçoado pela espada de Hades em vez de morrer, enquanto Athena e os outros protagonistas Cavaleiros de Bronze são atacados pelos deuses do Olimpo. No final, Seiya consegue ferir o deus Apolo. A conclusão da luta real entre os dois não é retratada; em vez disso, o clímax do filme corta para uma cena pacífica onde Seiya aparentemente se reencontra com Saori Kido. Foi explicado no comentário de áudio do DVD japonês com o diretor Shigeyasu Yamauchi que, como a maior força de Seiya e Saori era seu amor e confiança um pelo outro, Apolo apagou suas memórias para que eles nunca mais pudessem encontrar a vontade de se rebelar contra os Deuses. Seiya também aparece em uma cena de Episode.G que reencena a luta de Seiya contra Aiolia. Na sequência Episode.G Assassin, um Seiya mais velho aparece em um universo paralelo para proteger Shiryu de um inimigo chamado Sigurd. Com a ajuda de Athena, Seiya desperta sua Armadura Divina de Pégaso, dando-lhe o poder necessário para derrotar Sigurd.
Em Saint Seiya Omega, no entanto, a história se ramifica no Capítulo de Hades de uma maneira diferente. Seiya é mostrado em vários flashbacks como tendo se recuperado, e ainda servindo Athena, como Saori Kido, como o Cavaleiro de Ouro de Sagitário desta vez, reverenciado como uma lenda e uma fonte de inspiração a quem o mais novo Pégaso, Kouga, olha na esperança de igualar suas proezas e feitos lendários. Perto do final da primeira temporada, Seiya retorna para ajudar os Cavaleiros de Bronze a impedir que o Deus das Trevas Abzu manipule Kouga. Mais tarde, ele empresta a Kouga sua Armadura de Sagitário para derrotar o Deus. Após a derrota de Abzu, Seiya é designado por Athena a missão de matar a Deusa Pallas, mas falha devido à sua hesitação. Seiya depois vai defender a Academia Palaestra e se junta aos Cavaleiros de Bronze e Aço em suas lutas contra os soldados de Pallas. Ao chegar ao território de Pallas, ele se encarrega de guardar Athena ao lado dos outros Cavaleiros de Ouro até que ela confronte Pallas. Após a vitória de Athena, Seiya derrota o guarda-costas de Pallas, Titã, enquanto ele veste a Armadura de Sagitário evoluída. Mais tarde, ele luta contra o Deus do Tempo, Saturno, mas é derrotado e empresta seu Cosmo para Kouga para que ele tenha sucesso na batalha.

## Recepção
No Japão, Seiya é o menos popular dos personagens principais de Saint Seiya, ocupando o quinto lugar na pesquisa de personagens dos Cavaleiros de Bronze. No entanto, na pesquisa sobre as técnicas dos personagens, seu Meteoro de Pégaso ficou em primeiro lugar. Mercadorias baseadas em Seiya também foram lançadas, incluindo pelúcias e figuras de ação com diferentes armaduras. Em uma enquete de Saint Seiya Omega, Seiya foi eleito o melhor personagem.
Várias publicações de anime e mangá forneceram elogios e críticas ao personagem de Seiya. O DVDVerdictReview.com descreve Seiya como mal desenvolvido, totalmente caracterizado por suas afiliações e conexão com uma constelação. DVDVisionJapan comenta sobre o personagem interessante de Seiya e elogia os dubladores Tōru Furuya e Illich Guardiola por adicionar emoção e paixão em seu personagem. A Anime News Network, por outro lado, comenta que o dublador de Seiya para a dublagem em inglês é inadequado, que ele enuncia palavras estranhas e não soa nada heróico. Eles também criticaram Seiya por ser um "azarão" na maioria das batalhas. Chris Beveridge, do AnimeOnDVD, descobriu que Seiya foi ofuscado por seus companheiros no décimo DVD do anime, mas ainda achou que os outros personagens tornaram o DVD atraente. Em uma revisão da série, o escritor Jason Thompson observa que uma das primeiras lutas de Seiya contra os Cavaleiros Negros termina com uma das cenas mais dolorosas, pois o sangue de Seiya está contaminado e mais tarde seu amigo Shiryu tem que curá-lo removendo todo o seu sangue. Além disso, Thompson observou que o discurso de Seiya no último arco da série sobre como ele culpa os deuses pelos problemas da humanidade, a ponto de ser notado como "ateísmo ou antiteísmo", comparando-o com o filme de 2010 Clash of the Titans. Mark Thomas do Fandom Post criticou o uso excessivo do Meteóro de Pégaso por Seiya, pois ele tende a repetir em todas as suas lutas, mesmo quando seus inimigos conseguem bloqueá-lo. Em uma resenha de A Lenda do Santuário, a Screen elogiou a caracterização cômica de Seiya, bem como o desempenho da técnica Meteóro de Pégaso. GamerFocus elogiou a forma como Seiya e seus amigos foram tratados em Saint Seiya Omega, enquanto o protagonista, Kouga de Pégaso, estrela ao lado de um novo grupo de Cavaleiros, as ações de Seiya não tiram o destaque.
Em "Blood, Biceps, and Beautiful Eyes: Cultural Representations of Masculinity in Masami Kurumada's Saint Seiya", a autora Lorna Piatti-Farnell observa que a masculinidade que Seiya, Shun, Hyoga e Shiryu se curvam envolve com arealização de seus objetivos de justiça pode não ser uma surpresa, pois a revista Shonen Jump geralmente tem mangás que envolvem essas situações.
O cantor Michael Jackson se considerava um fã do personagem de Seiya. Em relação à série da Netflix, a HobbyConsolas alertou os fãs de longa data para não esperarem a batalha violenta original entre Shiryu e Seiya da série original como resultado da demografia pretendida. O Daily Dot criticou a amizade que Seiya desenvolve com seus amigos, pois eles formam um vínculo, apesar de se conhecerem por apenas quatro episódios da série Netflix.